# E98 (trasa europejska)
E98 – trasa europejska pośrednia wschód-zachód, biegnąca przez południową Turcję azjatycką.
E98 zaczyna się we wsi Topbogazi (10 km na zachód od miasta Kirikhan) w południowej Anatolii, gdzie odbija od trasy europejskiej E91. Biegnie szlakiem drogi krajowej nr 827 przez Kirikhan do Reyhanli, a następnie drogi krajowej nr 420 do przejścia granicznego Cilvegözü - Ad-Dānā na granicy z Syrią.
Ogólna długość trasy E98 wynosi około 60 km.